# Puchay
Puchay – miejscowość i gmina we Francji, w regionie Normandia, w departamencie Eure.
Według danych na rok 1990 gminę zamieszkiwało 380 osób, a gęstość zaludnienia wynosiła 27 osób/km² (wśród 1421 gmin Górnej Normandii Puchay plasuje się na 544 miejscu pod względem liczby ludności, natomiast pod względem powierzchni na miejscu 172).